# Municipio de Madison (condado de Fairfield)
El municipio de Madison (en inglés: Madison Township) es un municipio ubicado en el condado de Fairfield en el estado estadounidense de Ohio. En el año 2010 tenía una población de 1682 habitantes y una densidad poblacional de 21,98 personas por km².

## Geografía
El municipio de Madison se encuentra ubicado en las coordenadas 39°35′53″N 82°40′5″O / 39.59806, -82.66806. Según la Oficina del Censo de los Estados Unidos, el municipio tiene una superficie total de 76.53 km², de la cual 76,26 km² corresponden a tierra firme y (0,35 %) 0,26 km² es agua.

## Demografía
Según el censo de 2010, había 1682 personas residiendo en el municipio de Madison. La densidad de población era de 21,98 hab./km². De los 1682 habitantes, el municipio de Madison estaba compuesto por el 97,68 % blancos, el 0,48 % eran afroamericanos, el 0,24 % eran amerindios, el 0,18 % eran asiáticos, el 0,24 % eran de otras razas y el 1,19 % eran de una mezcla de razas. Del total de la población el 0,89 % eran hispanos o latinos de cualquier raza.